# Atropatès
Atropatès (en grec Aτρoπάτης, en vieux-persan Atarepata), appelé Atrapes par Diodore, est un général de l'empire achéménide sous le règne de Darius III et le satrape de Médie sous celui d'Alexandre le Grand.

## Biographie
Apparemment Mède, il exerce le commandement des Mèdes, des Cadusiens, des Albaniens et des Saces à la bataille de Gaugamèles (331 av. J.-C.). Il se rallie ensuite à Alexandre le Grand. Après la mort de Darius III en 330, il devient satrape du nord de la Médie. Lors des noces de Suse célébrée en 324, sa fille épouse Perdiccas .
Sa satrapie, dès lors désignée Médie-Atropatène, correspond approximativement à l'Azerbaïdjan iranien actuel. Atropatès garde sa satrapie après la mort du roi et le partage de Babylone (323 av. J.-C.), et fonde une dynastie dans la partie nord de l'Iran, appelée d'après son nom Atropatène, qui, profitant des guerres des diadoques, se rend pratiquement indépendante. Ce royaume continue à exister jusqu'à l'époque de Strabon selon lequel : « Atropatès fit de ladite province un État indépendant, et sa dynastie s'y est perpétuée jusqu'à nous grâce à une suite d'heureuses unions contractées par ses descendants avec des princesses d'Arménie et de Syrie et plus récemment avec des princesses parthes » .

### Sources primaires
- Arrien, Anabase [lire en ligne].
- Diodore de Sicile, Bibliothèque historique [détail des éditions] [lire en ligne].
- Justin, Abrégé des Histoires philippiques de Trogue Pompée [détail des éditions] [lire en ligne].

### Source secondaire
- Pierre Briant, Histoire de l'Empire Perse, de Cyrus à Alexandre, Paris, Fayard, 1996, 1247 p. (ISBN 2213596670), p. 717,758,760.